# All Tied Up (Robin Thicke)
All Tied Up è un brano musicale del cantante statunitense R&B Robin Thicke, pubblicato come terzo singolo estratto dall'album Love After War. Il singolo è stato reso disponibile per l'airplay radiofonico il 7 giugno 2012, ed è arrivato alla trentanovesima posizione della classifica Hot R&B/Hip-Hop Songs.

## Tracce
Download digitale
1. All Tied Up - 3:53

## Classifiche
| Classifica (2012)                    | Posizione più alta |
| ------------------------------------ | ------------------ |
| U.S. Billboard Hot R&B/Hip-Hop Songs | 27                 |